# Władysław Zuziak

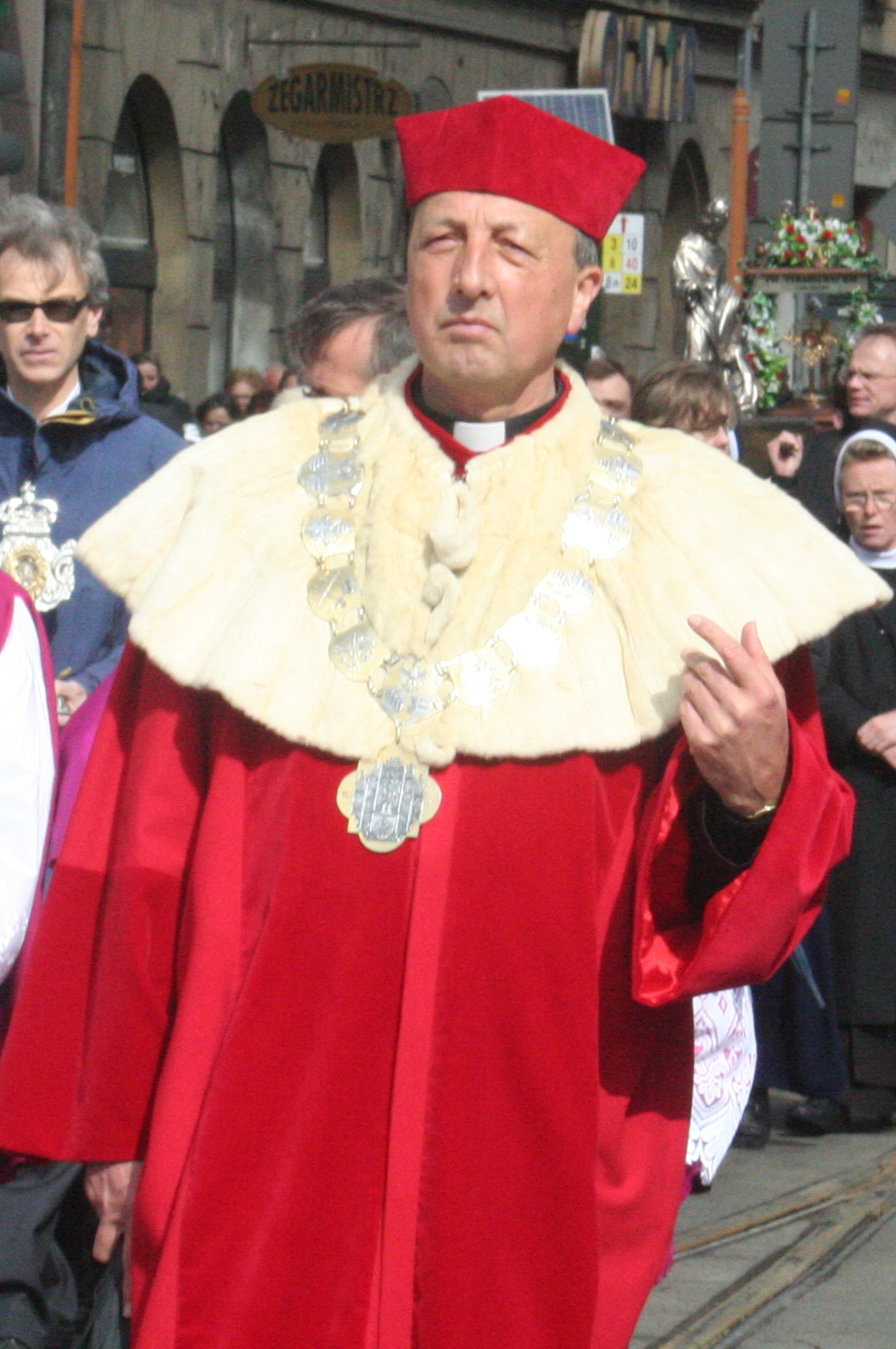

Władysław Zuziak (* 7. Juli 1952 in Lipowa) ist ein polnischer Philosoph.

## Leben
1977 machte er seinen Magister in Theologie an der Päpstlichen Fakultät für Theologie. 1985 begann er ein Doktorat an der Katholieke Universiteit Leuven. Am 19. Juni 1990 veröffentlichte und verteidigte er die Dissertation L'agir humain et ses Fondements métaphysiques chez Jacques Maritain und promovierte in Geisteswissenschaften auf dem Gebiet der Philosophie. Er war Dekan der Philosophischen Fakultät der Päpstlichen Akademie für Theologie in Krakau und Vizekanzler dieser Universität. 2013 wurde ihm der Titel eines Professors verliehen.

## Schriften (Auswahl)
- L'agir humain et ses fondements métaphysiques chez Jacques Maritain. Krakau 1994, ISBN 8385245057.
- Pytając o człowieka. Myśl filozoficzna Józefa Tischnera. Krakau 2001, ISBN 8324001492.
- Aksjologia Louisa Lavelle'a wobec ponowoczesnego kryzysu wartości. Krakau 2012, ISBN 8377671026.

| Personendaten    | Personendaten        |
| ---------------- | -------------------- |
| NAME             | Zuziak, Władysław    |
| KURZBESCHREIBUNG | polnischer Philosoph |
| GEBURTSDATUM     | 7. Juli 1952         |
| GEBURTSORT       | Lipowa               |